# Cariprazine
Wikipédia ne donne pas d'avis médical : seul un professionnel (médecin, pharmacien, etc.) est habilité à le faire.
La cariprazine (RGH-188) est un médicament antipsychotique de troisième génération
découvert[Quand ?] par Gedeon Richter[réf. souhaitée]. Il fonctionne comme un agoniste partiel des récepteurs de dopamine 2 et 3, avec une forte préférence pour les récepteurs 3. Des essais de phase III sont en cours[Quand ?] pour le traitement de la schizophrénie et la manie dans les troubles bipolaires de type I, et des essais de phase II pour le traitement de la dépression bipolaire[Passage à actualiser]. L'action sur le système dopaminergique en fait également un candidat comme traitement d'appoint de la dépression majeure.
Forest Laboratories a acquis en 2004 une licence pour le développement et les droits exclusifs de commercialisation aux États-Unis[réf. souhaitée].